# Svenska nationalkommittén för biologi

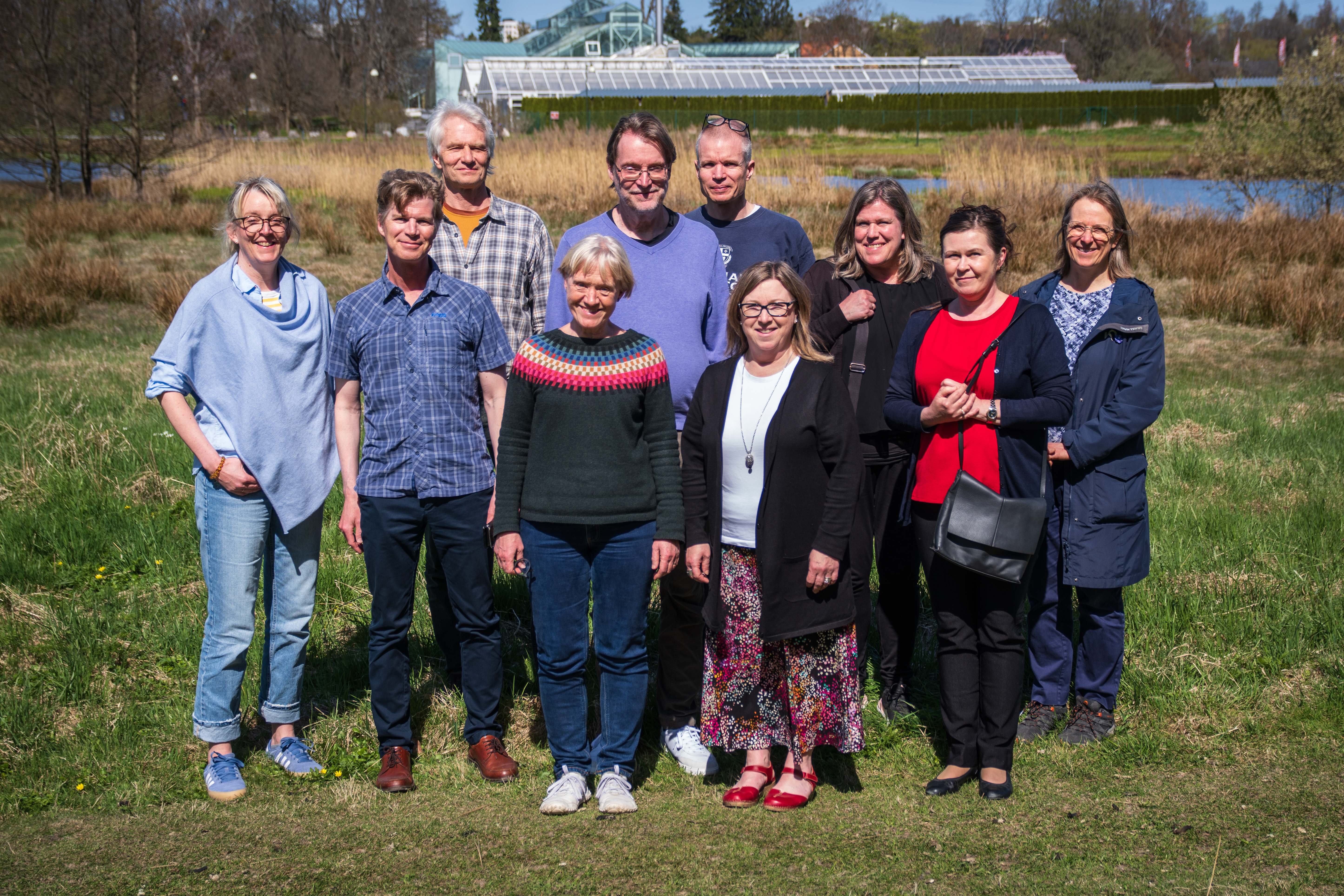
Delar av Nationalkommittén för biologi (vårmöte 2024).

Svenska nationalkommittén för biologi grundades 1954 och är en kommitté tillsatt av Kungliga Vetenskapsakademien med syfte att främja forskning och utbildning inom biologi. Kommittén företräder också Sverige i den internationella biologiorganisationen International Union of Biological Sciences (IUBS).
Kommittén består av omkring 20 ledamöter med olika yrkesmässiga kopplingar till biologi, t.ex. journalister och författare, handläggare på myndigheter, personer som arbetar med media och uppslagsverk samt lärare på olika nivåer. Flera av ledamöterna är forskare knutna till universitet och högskolor.
Kommittén jobbar med biologi i bred bemärkelse, inklusive biologins många skärningspunkter med t.ex. kemi, medicin och geologi. Kommittén har en utåtriktad verksamhet som inbegriper bland annat podcastavsnitt, publika föreläsningar och seminarier, lämnande av synpunkter på läromedel och utredningar med biologi-kopplingar och deltagande i populärvetenskapliga evenemang. Kommittén hoppas också att kunna bidra till att förbättra biologi-relaterade sidor på Wikipedia-familjen.